# Lochovice
Lochovice (en allemand : Lochowitz) est une commune du district de Beroun, dans la région de Bohême-Centrale, en Tchéquie. Sa population s'élevait à 1 286 habitants en 2020.

## Géographie
Lochovice se trouve à 7 km à l'est-sud-est de Žebrák, à 15 km au sud-ouest de Beroun et à 42 km au sud-ouest de Prague.
La commune est limitée par Otmíče au nord-ouest, par Libomyšl au nord-est, par Neumětely, Hostomice et Lhotka à l'est, par Jince au sud, et par Rpety, Kotopeky et Praskolesy à l'ouest.

## Histoire
La première mention écrite de la localité date de 1318.

## Administration
La commune se compose de quatre quartiers :
- Lochovice
- Kočvary
- Netolice
- Obora